# Habitations préhistoriques de Châteauneuf
Les habitations préhistoriques de Châteauneuf sont un site archéologique situé en France sur la commune de Riom-ès-Montagnes, en région Auvergne-Rhône-Alpes.

## Localisation
Le site se trouve autour du dyke basaltique de Châteauneuf, surtout au nord et à l'est.

## Description
Des haches polies, des pointes de flèche en silex, des grattoirs concaves, des fragments de meule en silex, des pointes de flèche ou dards, des morceaux de poteries et une fusaïole ont été trouvés, suggérant une occupation au Néolithique.

## Protection
Les habitations préhistoriques de Châteauneuf sont classées au titre des monuments historiques par arrêté du 12 septembre 1924.